# Clark Kent (Universo extendido de DC)
Clark Kent, también conocido por su nombre de nacimiento Kal-El o por su nombre de superhéroe Superman, es un personaje ficticio y superhéroe de las películas del Universo extendido de DC (DCEU), basado en el personaje homónimo, creado por Jerry Siegel y Joe Shuster. En las películas, es un refugiado del planeta Krypton que aterriza en la Tierra, desarrollando habilidades sobrehumanas y convirtiéndose en uno de los mayores protectores de la misma, inspirando a otros metahumanos a luchar contra el crimen.
Apareció por primera vez en la película El hombre de acero y es interpretado por Henry Cavill, que es el primer actor no estadounidense en interpretarlo en el cine. Esta versión del personaje también ha aparecido en otras películas como Batman v Superman: Dawn of Justice y Liga de la Justicia, siendo uno de los personajes centrales del Universo extendido de DC. Las películas del director Zack Snyder en el DCEU han pretendido retratar a Superman bajo una luz menos idealista y más humana en comparación con la versión del personaje de las anteriores películas de Warner Bros. Ha recibido reseñas mixtas por parte de los críticos, sin embargo, la actuación de Cavill en Liga de la Justicia de Zack Snyder, una versión del director de Liga de la Justicia, recibió reseñas positivas.

## Concepto y desarrollo del personaje
Como uno de los personajes superhéroes más destacados de DC Comics, Superman ya había sido representado en el cine varias veces en series cinematográficas y, sobre todo, en las de películas de Superman de 1978 a 1987, con Christopher Reeve en el papel. Aunque la interpretación de Reeve fue ampliamente considerada como una de las mejores de la historia del cine, la serie se puso en peligro tras el fracaso comercial y crítico de Superman IV: The Quest for Peace (1987). Tras Superman Returns (2006), una secuela homenaje a las dos primeras películas de la serie en la que Brandon Routh sustituyó a Reeve, se iniciaron conversaciones para utilizar esa película para crear un universo compartido con otros personajes de DC, pero se estancaron. Dado que el contrato de Routh para interpretar a Superman expiraba en 2009, Warner Bros. decidió reiniciar la franquicia y comenzó a recibir propuestas para hacerlo. Una de las ideas más prominentes que surgieron fue la de un Superman inspirado en la Edad de oro, «cuando era un poco más una persona normal».
| Básicamente me dijo: ‹Tengo esta idea sobre cómo enfocarías a Superman›, la entendí inmediatamente, me encantó y pensé: esa es una forma de enfocar la historia que nunca había visto antes y que la hace increíblemente emocionante. Quería que Emma Thomas y yo nos involucráramos en la dirección del proyecto de inmediato, para llevarlo al estudio y ponerlo en marcha de forma emocionante. —Christopher Nolan, recordando el momento en que Goyer le presentó la idea de un Superman modernizado. |

Durante la producción de la trilogía The Dark Knight de las películas de Batman, que posteriormente tuvo un gran éxito, el productor David S. Goyer le comentó al director Christopher Nolan su idea sobre cómo presentar a Superman en un contexto moderno. Impresionado por el concepto de Goyer, Nolan propuso la idea al estudio, que contrató a Nolan como productor y a Goyer como guionista a raíz del éxito financiero y crítico de The Dark Knight (2008).
Nolan admiró el trabajo de Bryan Singer en Superman Returns por su conexión con la versión de Richard Donner, afirmando que «Mucha gente ha abordado a Superman de muchas maneras diferentes. Yo solo conozco la forma que nos ha funcionado, que es lo que sé hacer», haciendo hincapié en la idea de que Batman existe en un mundo en el que es el único superhéroe y un enfoque similar para El hombre de acero (2013) aseguraría la integridad necesaria para la película. «Cada uno sirve a la lógica interna de la historia. No tienen nada que ver la una con la otra». Nolan, sin embargo, aclaró que la nueva película no tendría ninguna relación con las películas anteriores. La filmación de El hombre de acero comenzó en 2011 con una demanda que estipulaba que Warner Bros. podría ser demandada por la familia del creador de Superman, Jerry Siegel, por los ingresos perdidos de una película no producida después de ese año, gracias a que los herederos de Siegel recuperaron el 50% de los derechos de los orígenes de Superman y la parte de Siegel de los derechos de autor de Action Comics n.º 1, a pesar de que el estudio no le debía dinero los herederos Siegel por las películas anteriores.

### Castin y ejecución
El actor inglés Henry Cavill fue elegido para interpretar a Clark Kent / Superman en El hombre de acero. Cavill es el primer actor no estadounidense que interpreta al personaje. Anteriormente fue elegido para el papel en Superman: Flyby, proyecto que finalmente fue archivado, y fue considerado para el papel en Superman Returns, pero perdió ante Routh. Cavill declaró: «Hay una historia muy real detrás del personaje de Superman». Explicó que el objetivo de todos ha sido explorar las dificultades a las que se enfrenta como resultado de tener múltiples identidades, incluyendo su nombre de nacimiento, Kal-El, y su alter ego, Clark Kent. Cavill también declaró que «está solo y no hay nadie como él», refiriéndose a las vulnerabilidades de Superman. «Eso debe ser increíblemente aterrador y solitario, no saber quién o qué eres, y tratar de encontrar lo que tiene sentido. ¿Cuál es tu punto de referencia? ¿En qué te basas? ¿Dónde trazas un límite con el poder que tienes? En sí mismo, es una debilidad increíble». En una entrevista concedida a la revista Total Film, Cavill declaró que había consumido casi 5 000 calorías al día, entrenaba más de dos horas diarias y consumía proteínas para ganar masa muscular. Cooper Timberline fue elegido para el papel de Clark de 9 años y Dylan Sprayberry para el de 13 años.
Durante las regrabaciones de Liga de la Justicia (2017), Cavill se había dejado crecer el bigote durante los lapsos de producción de la película debido a su papel en Mission: Impossible - Fallout (2018), y Paramount Pictures le exigió por contrato que lo mantuviera. Esto entró en conflicto con las regrabaciones de Liga de la Justicia, por lo que el bigote de Cavill fue eliminado digitalmente en esa película. Además, Zack Snyder había planeado originalmente que Superman llevara su traje negro, como se muestra en el cómic La muerte de Superman, antes de abandonar la película, pero los ejecutivos de Warner Bros. lo rechazaron. En la versión del director de 2021, que incluye el material original de Snyder antes de las regrabaciones, además de material adicional filmado en 2020, el traje de Superman fue coloreado digitalmente en las escenas en las que aparece con el traje negro.

### Diseño del traje
Para El hombre de acero, el traje de Superman, además del de otros kriptonianos como Jor-El y el General Zod, se diseñó con cota de malla texturizada, con el que el diseñador de vestuario Michael Wilkinson pretendía evocar el mantra del «Hombre de acero» y la temática de otro mundo y hacer que Superman se diferenciara de la gente de la Tierra, lo que supone un cambio respecto a las anteriores representaciones basadas en la tela del traje. También falta el bañador rojo, que Snyder mencionó que no encajaba en el mundo que estaba construyendo en la película, aunque la capa se mantuvo para que Superman siguiera siendo reconocible. Esto también refleja el rediseño de Superman en The New 52.

### Temas y caracterización

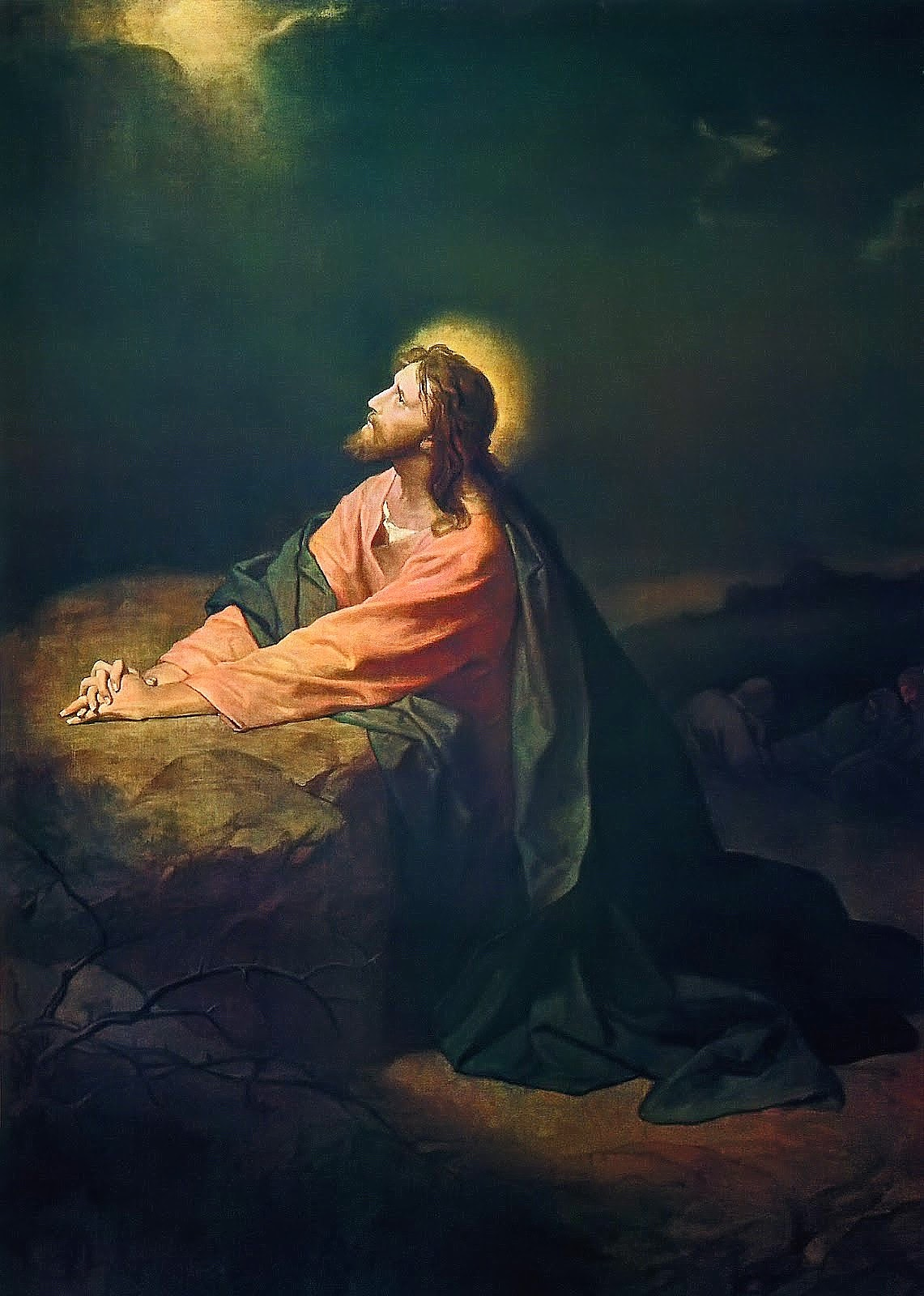
Los críticos han comparado la lucha de Clark con la de Jesús antes de su crucifixión. Un mosaico de cristal de Jesús en Getsemaní, similar a este, aparece en el fondo cuando Clark visita una iglesia en El hombre de acero.

Al igual que la interpretación de Christopher Reeve del personaje, la versión del DCEU de Superman ha visto varias alusiones a Jesús. Muchos críticos interpretaron El hombre de acero como una alegoría religiosa, especialmente desde que Warner Bros. creó el sitio web «www.manofsteelresources.com», que contiene «un panfleto de nueve páginas titulado Jesus: The Original Superhero (en español, Jesús: el superhéroe original)». Justin Craig, de Fox News, señaló varias alegorías a Cristo en El hombre de acero, que incluyen la edad de Clark de 33 años en la película, que era la edad de Jesús durante su crucifixión, siendo encadenado antes del interrogatorio, similar al arresto de Jesús, y el padre terrestre de Clark, Jonathan, siendo un comerciante similar al padre terrestre de Jesús, José. Craig también comparó la lucha de Kal-El con la Pasión de Cristo, afirmando que «Kal-El está más que dispuesto a sacrificarse para salvar a la gente de la Tierra. Originalmente reacio a revelar su identidad y sus poderes al mundo, Superman decide entregarse a Zod para salvar a la humanidad de la aniquilación». Además, afirma que hay una alegoría a la Santísima Trinidad dentro de El hombre de acero: «Jor-El regresa a Kal-El a la Tierra como un fantasma, guiando a su hijo superhéroe en ciernes en su viaje hacia la salvación. Antes de que Jor-El envíe a su hijo a la Tierra al estilo del bebé Moisés, le dice a su esposa que, como Jesús, ‹será un dios para ellos›». Richard Corliss, de la revista Time, también proporcionó otras alegorías, como la comparación del rescate de Clark de sus compañeros de clase a la edad de 12 años con Jesús estando en el templo a la misma edad como destellos de su potencial, siendo enviado a la Tierra por un «padre celestial», Jor-El, y Clark visitando una iglesia mientras contempla entregarse al General Zod para proteger a la humanidad, con un mural de Jesús durante sus últimos días en el fondo.
Sin embargo, Clark lucha con su identidad en el DCEU a pesar de ser tratado como un dios por los ciudadanos de la Tierra. Corliss compara a Clark en El hombre de acero con la representación de Jesús en La última tentación de Cristo (1998) en el sentido de que ambas figuras dudan de su divinidad en sus respectivas películas. Además, el crítico de cine Matt Zoller Seitz señala que Cavill y Sprayberry interpretan a un Clark Kent / Superman plagado de conflictos sobre cómo mostrar sus poderes sin ser etiquetado como un «bicho raro» y lidiando con las secuelas de eventos traumáticos de su vida, pero se ve forzado a salir de su zona de confort con la llegada del General Zod a la Tierra. Zoller Seitz también comenta que Cavill no muestra la confianza característica de Superman, como lo hacía Reeve, debido al conflicto interno del personaje en la película. Para Batman v Superman: Dawn of Justice (2016), Clark ha asumido su papel de superhéroe, y Cavill añadió: «Está más acostumbrado a este trabajo, haciendo todo lo posible para salvar tantas vidas como pueda», explicando además: «Ya no es frenético. Ya no es el tipo de superhéroe que se moja las orejas». Superman también está en desacuerdo con la forma de justicia de Batman en la película, lo que provoca un conflicto entre los dos justicieros.
A pesar de que Superman fue descrito como «sin alegría» en las dos primeras entregas del DCEU, el director Zack Snyder mencionó que en su visión original para el arco del personaje, Clark se convertiría en el «verdadero Superman» al final de la Liga de la Justicia. Snyder disfrutó trabajando con la idea de que Superman lidiara con su moralidad, su relación con Lois Lane y su lugar en la Tierra, en el sentido de que haría al personaje más relacionable con la humanidad, y que Superman tendría que «ganarse» su lugar en el «pináculo del mundo de los superhéroes de DC». Sin embargo, numerosas escenas que habrían dado cuerpo al arco del personaje en el estreno fueron eliminadas una vez que Joss Whedon sustituyó a Snyder. Estas escenas eliminadas se recuperaron con Liga de la Justicia de Zack Snyder (2021), una versión del director de la película.

## Biografía del personaje ficticio

### Llegando a la Tierra
Kal-El / Clark Kent aparece por primera vez en El hombre de acero, ya que es el primer kryptoniano nacido por medios naturales en muchas generaciones. Sus padres, Jor-El (Russell Crowe) y Lara Lor-Van (Ayelet Zurer), luchan sin éxito por salvar su planeta Krypton de la inevitable destrucción debido al uso imprudente de los recursos y también deben defenderse de un complot del General Zod (Michael Shannon). Sin medios para salvar el planeta, Jor-El y Lara infunden en su hijo, Kal, un códice que contiene la información genética para futuros nacimientos kriptonianos, antes de enviarlo a la Tierra en una nave preprogramada. Deducen que su hijo desarrollará grandes poderes en la Tierra y «se convertirá en un dios para los terrícolas». Jor-El es asesinado por Zod, pero no antes de que la nave de Kal-El escape, y este es sentenciado a la Zona Fantasma con sus seguidores mientras Lara y los demás kryptonianos perecen en la explosión del planeta.
Kal-El es descubierto por Jonathan y Martha Kent (Kevin Costner y Diane Lane, respectivamente) en Smallville (Kansas) al estrellarse en la Tierra alrededor de los años 1980, y posteriormente es criado como su hijo adoptivo Clark. La película muestra a Clark como un joven que viaja por el mundo y realiza trabajos ocasionales, mientras que analepses revelan su infancia en Smallville. A medida que crece, Clark se aísla como resultado del desarrollo de poderes sobrehumanos que intenta ocultar a los demás, pero en un incidente levanta sin ayuda un autobús escolar que lleva a sus compañeros de clase para que no se hunda en un río. Se entera de sus verdaderos orígenes gracias a Jonathan, que le insta a mantener ocultos sus poderes. Varios años después, Jonathan muere en un tornado mientras se niega a dejar que Clark lo rescate, ya que eso podría revelar a Clark al mundo antes de que esté preparado. Agobiado por la culpa y buscando un nuevo propósito en su vida, Clark se marcha para viajar por el mundo durante varios años bajo varios alias.

### Convirtiéndose en Superman
Años después, Clark recorre Norteamérica en peregrinación. A bordo de un barco, él y la tripulación pronto son alertados de una llamada de auxilio desde una plataforma petrolífera en llamas. Clark desaparece rápidamente del barco y se encuentra en la plataforma momentos después, rescatando a la tripulación y haciéndola subir a un helicóptero de la Guardia Costera. No puede unirse a ellos, ya que se apresura a evitar que una parte de la plataforma se derrumbe. Cuando el helicóptero se aleja con la tripulación de la plataforma, esta se derrumba sobre él y acaba flotando en el agua. Clark consigue volver a tierra y toma prestado algo de ropa. Más tarde se aventura a Canadá, primero consiguiendo un trabajo como camarero pero más tarde encontrando trabajo con una empresa de perforación que ha descubierto un objeto que resulta ser una nave exploradora kryptoniana. Clark entra en la nave y activa su ordenador central usando una llave dejada por Jor-El, lo que le permite comunicarse con una inteligencia artificial modelada como su padre. La IA le explica que fue enviado a la Tierra para guiar a su gente y le regala un uniforme kriptoniano con el símbolo de su familia. Mientras sigue a Clark, la reportera Lois Lane (Amy Adams) del Daily Planet activa accidentalmente el sistema de seguridad de la nave. Clark utiliza sus poderes para rescatar a Lois, que está cubriendo el evento, antes de ponerse el uniforme y probar sus habilidades de vuelo. Incapaz de convencer al supervisor Perry White (Laurence Fishburne) para que publique un artículo sobre el incidente, Lois rastrea a Clark hasta su casa familiar en Kansas, con la intención de descubrir la verdad. Intenta persuadir a Clark para que le deje revelar su historia, pero decide dejarla después de escuchar sobre sacrificio de Jonathan Kent, y mantiene su identidad a salvo.
Escapando de la Zona Fantasma, Zod y su equipo interceptan una transmisión de la nave exploradora y viajan a la Tierra. Deduciendo que Kal-El está cerca, emiten una onda global exigiendo que se rinda en 24 horas o se arriesgue a una guerra. Clark pide consejo a un pastor local sobre si debe confiar en la humanidad, habiendo confesado que él es el que busca Zod y deduciendo que este hará la guerra a pesar de todo, y el pastor le dice que dé un «salto de fe». Sin revelar su identidad y vistiendo el uniforme kriptoniano, Clark se reúne con las Fuerzas Aéreas de los Estados Unidos y accede a cumplir, uniéndose Lois a él como rehén. Zod revela que posee varios dispositivos de terraformación, el más grande llamado World Engine, que rescató de puestos de avanzada kryptonianos, que pretende utilizar para transformar la Tierra en un nuevo Krypton. Su oficial científico, Jax-Ur (Mackenzie Gray), extrae información de los genes de Clark para crear colonos kriptonianos que aniquilarán a la humanidad y construirán una sociedad basada en los ideales de pureza genética de Zod.
Utilizando la IA de Jor-El para tomar el control de la nave, Clark y Lois huyen y advierten al ejército estadounidense del plan de Zod, lo que resulta en un explosivo enfrentamiento entre Clark y las tropas de Zod en los alrededores de Smallville, justo cuando Zod ordena una invasión. Este despliega el World Engine desde la nave kriptoniana, que aterriza en el Océano Índico y comienza a disparar un rayo a través del planeta hacia la nave, dañando gravemente la ciudad de Metrópolis en el lado opuesto del mundo, e iniciando la estrategia de terraformación. Clark destruye el World Engine mientras los militares lanzan un ataque suicida contra la nave, enviando a las tropas de Zod de vuelta a la Zona Fantasma. Con la nave destruida y la única esperanza de revivir Krypton perdida, Zod jura destruir la Tierra y sus habitantes por venganza. Los dos kryptonianos se enzarzan en una gran batalla a través de Metrópolis, que concluye cuando Clark se ve obligado a matar a Zod mientras ataca a una familia acorralada en una estación de tren.
Clark adopta una identidad pública separada con el nombre militar en clave «Superman» y convence al General Calvin Swanwick (Harry Lennix) para que lo deje actuar de forma independiente, siempre que no se vuelva contra la humanidad. Para poder acceder a situaciones peligrosas sin llamar la atención, mantiene oculta su identidad civil y acepta un trabajo como reportero independiente para el Daily Planet.

### Figura polémica
Dos años después de la invasión kriptoniana de Zod, Superman es ahora una figura controversial, siendo aclamado como un héroe por algunos (con una estatua de él erigida en Metrópolis en el epicentro del intento de terraformación de Zod), pero denunciado como un peligroso y «falso dios» por otros, incluido el multimillonario Bruce Wayne (Ben Affleck), que casualmente fue testigo de la destructiva lucha de Superman con Zod en Metrópolis. Clark tiene ahora una relación con Lois y ha recibido un ascenso en el Daily Planet y, como Superman, ha participado en numerosos actos como la intervención en incendios forestales, inundaciones, terremotos y otros desastres naturales, el rescate de pasajeros en un tren, la detención de un ataque con misiles a los Estados Unidos y la detención de criminales.
Superman salva a Lois del señor de la guerra Amajagh (Sammi Rotibi) durante el comienzo de la película, pero secuaces del mafioso ruso Anatoli Knyazev (Callan Mulvey) hacen creer que Superman asesinó brutalmente a los hombres de Amajagh con su visión térmica. Al mismo tiempo, el director ejecutivo de LexCorp, Lex Luthor (Jesse Eisenberg), ha estado intentando extraer la kriptonita que quedó durante el intento de terraformación de Zod. A Clark entonces se le es asignado por Perry una historia de deportes en Gotham City, pero en su lugar comienza a investigar sobre Batman, que también es una figura controversial, para disgusto de Perry. Clark es invitado a una gala por Luthor, que pide que Clark sea el reportero que cubra el evento. Allí conoce a Bruce, preguntándole su opinión sobre Batman para disgusto de Bruce, lo que lleva a una discusión sobre las hazañas de Superman comparadas con las de Batman, antes de que Luthor se inmiscuya en la conversación para presentarse. Bruce está en la gala para tratar de robar información a Luthor, y también está buscando kriptonita en un intento de enfrentarse a Superman. Posteriormente, sueña con que Superman en un universo alternativo se vuelve rebelde y se apodera del mundo.
Mientras ve la televisión, Clark ve a numerosas personalidades, incluyendo al cosmólogo Neil deGrasse Tyson (que aparece como él mismo) y a la senadora estadounidense June Finch (Holly Hunter), discutir sobre el efecto de Superman en el mundo, con Tyson apoyándolo y Finch expresando su escepticismo. Tras el rechazo de Perry a los intentos de Clark de investigar a Batman y los informes de mala conducta del mismo por parte de Gotham Free Press, decide enfrentarse a Batman directamente como Superman, deteniendo su intento de apoderarse de la kriptonita de los hombres de Luthor y dejándole una advertencia mientras Batman promete hacer «sangrar» al alienígena divino.
Durante una publicitada audiencia del Congreso en el Capitolio de los Estados Unidos sobre las acciones de Superman, Finch lo cuestiona por algunas de sus supuestas controversias, pero una bomba colocada allí por Luthor explota, matando a todos los que están dentro excepto a Superman. Este se culpa por no haberla detectado a tiempo y se autoexilia. En otro lugar, Batman irrumpe en LexCorp y roba la kriptonita. Construye un exoesqueleto motorizado, un lanzagranadas de kryptonita y una lanza con punta de kryptonita para prepararse para luchar contra Superman. Mientras tanto, Luthor entra en la nave kryptoniana y accede a una base de datos de tecnología acumulada en más de 100 000 planetas.
Luthor atrae a Superman del exilio secuestrando a Lois y Martha Kent, la madre adoptiva de Clark. Empuja a Lois desde el edificio de LexCorp. Superman la salva y se enfrenta a Luthor, quien le revela que lo manipuló a él y a Batman alimentando su desconfianza. Luthor le exige que mate a Batman a cambio de la vida de Martha. Superman trata de explicar esto a Batman, quien en cambio lo ataca y finalmente lo somete usando un gas de kriptonita tras un largo duelo. Cuando Batman se prepara para matarlo con la lanza, Superman le ruega que «salve a Martha», el mismo nombre de la madre de Batman. Este duda, gritando «¿por qué has dicho ese nombre?», hasta que Lois llega y le explica lo que Superman quería decir. Volviendo a sus cabales sobre lo mucho que ha caído en desgracia, promete rescatar a Martha. Superman recupera sus fuerzas y se enfrenta a Luthor en la nave exploradora.
Luthor ejecuta su plan de respaldo, liberando a un monstruo diseñado genéticamente con el ADN tanto del cuerpo de Zod como del suyo propio. Diana Prince (Gal Gadot), una anticuaria a la que Bruce conoció en la gala anterior y que también se reveló como una metahumana conocida como «Mujer Maravilla», llega y une fuerzas con Batman y Superman contra la criatura. Superado, Superman se da cuenta de su vulnerabilidad a la kriptonita y recupera la lanza. Tras despedirse de Lois, empala a la criatura con la lanza, pero en sus últimos momentos, la criatura mata a Superman, que estaba debilitado por la exposición a la kriptonita.
Tras el arresto de Luthor, Batman se enfrenta a él en la cárcel, advirtiéndole que siempre estará vigilando. Luthor se regodea de que la muerte de Superman ha hecho que el mundo sea vulnerable a poderosas amenazas alienígenas. Se celebra un funeral para Superman en Metrópolis. Clark también es declarado muerto y Wayne y Prince asisten a su funeral en Smallville. Martha le da a Lois un sobre que contiene un anillo de compromiso de Clark. Bruce le dice a Diana que lamenta haber fallado a Superman en vida. Le pide ayuda para formar un equipo de metahumanos, empezando por los nombrados en los archivos de Luthor, para proteger al mundo en ausencia de Superman. Después de que todos se van, la tierra sobre el ataúd de Clark levita.

### Resurrección

#### Corte teatral
Dos años después de la muerte de Superman, el mundo sigue lamentando su pérdida y se han formado grupos de metahumanos en su ausencia, incluyendo uno que nace cuando Amanda Waller (Viola Davis) organiza a peligrosos criminales para formar la Fuerza Especial X para luchar contra peligrosas amenazas. Percibiendo la paranoia de los ciudadanos de la Tierra, el demonio Steppenwolf (Ciarán Hinds), que intentó y fracasó en su intento de apoderarse de la Tierra 30 000 años antes, reaparece para intentarlo de nuevo, con el objetivo de reunir las dispersas Cajas Madre para destruir la vida en la Tierra y terraformar el planeta para imitar su mundo natal. Tras fracasar en su intento de detenerlo, Diana Prince se une a Bruce Wayne para crear su propio grupo de metahumanos, reclutando a Barry Allen (Ezra Miller), conocido como «Flash», Arthur Curry (Jason Momoa), conocido como «Aquaman», y Victor Stone (Ray Fisher), conocido como «Cyborg».
Sin embargo, el grupo sigue sin ser rival para Steppenwolf y sus secuaces, y Wayne llega a la conclusión de que necesitan resucitar a Superman si realmente quieren salvar a la Tierra. Prince y Curry dudan de la idea, pero Wayne forma un plan de contingencia secreto en caso de que Superman vuelva a ser hostil. El cuerpo de Clark Kent es exhumado por Allen y Stone y colocado en el líquido amniótico de la cámara de génesis de la nave exploradora kryptoniana, junto a una Caja Madre que habían recuperado por ser el dispositivo utilizado para salvar la vida de Stone tras un horrible accidente. Flash utiliza sus poderes para cargarla y resucita con éxito a Superman. Sin embargo, los recuerdos de este no han vuelto y ataca al grupo después de que Cyborg le lance accidentalmente un proyectil. A punto de ser asesinado por Superman, Batman pone en marcha su plan de contingencia: Lois Lane. Superman se tranquiliza y se marcha con Lane a su casa familiar en Smallville, donde reflexiona y sus recuerdos vuelven lentamente. En la confusión, la última Caja Madre queda sin vigilancia, lo que permite a Steppenwolf recuperarla con facilidad.
Sin Superman para ayudarlos, los cinco héroes viajan a un pueblo de Rusia donde Steppenwolf pretende unir las Cajas Madre una vez más para rehacer la Tierra para su sobrino y superior Darkseid, que es el gobernante del planeta Apokolips. El equipo se abre paso entre los Parademonios para llegar hasta Steppenwolf, aunque no consiguen distraerlo lo suficiente como para que Stone pueda separar las Cajas Madre. Superman llega, recordando su promesa de ayudar a Batman después de que Lois se lo recuerde, y ayuda a Allen a evacuar la ciudad, así como a Stone a separar las Cajas Madre. El equipo derrota a Steppenwolf con Superman y la Mujer Maravilla destruye su hacha. Vencido por el miedo, Steppenwolf es atacado por sus Parademonios antes de que todos se teletransporten de vuelta a Apokolips.
Tras la batalla, Wayne readquiere la granja Kent para Martha Kent antes de que pueda ser embargada y decide reconstruir la Mansión Wayne como base de operaciones para el equipo, y él y Prince acuerdan que más héroes podrían unirse. Superman retoma su vida como el reportero Clark Kent y protector de la Tierra, agradeciendo a Wayne y Prince por no perder la esperanza en la humanidad, mientras Batman le ofrece a Superman el manto de liderazgo para la recién creada Liga de la Justicia. Más tarde, Superman tiene una carrera amistosa con Flash para ver quién es más rápido.

#### Versión del director (2021)
El arco original de Superman en Liga de la Justicia, tal y como lo imaginó Zack Snyder, se mostró en la versión del director de la película. La introducción de la misma revela que su grito de muerte en Batman v Superman: Dawn of Justice despertó a las tres Cajas Madre, con la que está vigilada por las amazonas llamando a Steppenwolf. El impacto de Superman se transmite entre los miembros de la Liga de la Justicia, ya que Barry y Victor también lo admiran como una de sus inspiraciones. Además, Martha y Lois siguen llorando su pérdida.
Después de que Victor explique la naturaleza de las Cajas Madre al equipo, indicando que son «máquinas de cambio» imparciales y que no llamaron a Steppenwolf hasta después de la muerte de Superman, este vota unánimemente usar la caja para resucitar al «Hombre de acero», pero no por desesperación como en la versión de cines. Superman tampoco habla cuando se enzarza en una refriega con el equipo tras su resurrección, en la que también intervienen militares. Aquaman expresa su escepticismo de que Clark / Superman haya regresado de verdad, pero Batman afirma que lo hizo al reconocer a Lois, que lo calma antes de que pueda matar a alguien del equipo. Cuando Clark se va con Lois a Smallville para recuperar sus recuerdos, confirman su compromiso después de que Clark vea que ella todavía lleva el anillo que le dieron, y también se reúnen con Martha. Él se va voluntariamente a luchar contra Steppenwolf, diciendo que el equipo «lo trajo de vuelta por una razón».
Superman escoge de la nave exploradora una versión de color negro de su traje y consigue el paradero de la Liga de la Justicia gracias al mayordomo de Bruce, Alfred Pennyworth (Jeremy Irons), luego intercepta un golpe mortal de Steppenwolf destinado a Victor, procediendo a congelar el hacha del mismo y a dominarlo brutalmente, quemando su cuerno derecho con su visión de calor. Sin embargo, Victor es incapaz de separar las Cajas Madre a tiempo, provocando una explosión que comienza a destruir la Tierra hasta que Barry entra en la Fuerza de la Velocidad e invierte el tiempo. Superman entonces ayuda a Victor a separar las cajas, y un distraído Steppenwolf es apuñalado por Aquaman antes de que Superman lo lance hacia la Mujer Maravilla, que acaba con él decapitándolo antes de que su cuerpo salga por un portal de vuelta a Apokolips.
A lo largo de la película, tanto Victor como Bruce ven premoniciones de la línea temporal «Knightmare» (en español, «Pesadilla») en la que Darkseid (Ray Porter) mata a Lois al regresar a la Tierra, dejando a un Superman devastado y susceptible a la Ecuación Antivida y convirtiéndose en el segundo al mando de Darkseid.

### Años posteriores

#### Conociendo a Billy Batson
Superman hace un cameo al final de la película, ya que Shazam (Zachary Levi) trae al primero mientras visita a su hermano adoptivo Freddy Freeman (Jack Dylan Grazer) durante un almuerzo escolar. Es interpretado por Ryan Hadley, el doble de cuerpo de Levi, ya que Henry Cavill no estaba disponible para la filmación en ese momento, por lo que no se ve la cara del personaje.

#### Herida por bala de kryptonita por  Bloodsport
En 2021, el mercenario Robert DuBois Bloodsport dispara a Superman con una bala de kryptonita y lo coloca en la unidad de cuidados intensivos. Sin embargo, se las arregla para sobrevivir, y DuBois es encarcelado antes de ser reclutado por Amanda Waller para el Task Force X a cambio de una sentencia de prisión reducida.

#### Conociendo a Peacemaker
En 2022, él y la Liga de la Justicia, con la excepción de Batman y Cyborg, son llamados por Waller para ayuda a Christopher Smith / Peacemaker a enfrentarse al ejército de mariposas, pero llega demasiado tarde y se pierde la pelea.

#### Conociendo a Black Adam
Más tarde ese mismo año, Waller vuelve a llamar a Superman para enfrentarse al nuevo líder de Kahndaq, Black Adam. Superman se acerca a Black Adam y dice que los dos necesitan hablar.

#### Emergencia en Guatemala
Finalmente, varios meses después, Superman no puede ayudar en la operación de la Liga de la Justicia para detener a Alberto Falcone porque él mismo tiene una misión urgente para combatir una erupción volcánica en Guatemala y salvar vidas inocentes.

## Recepción
La interpretación de Cavill como Superman ha recibido reseñas mixtas. Mientras que la interpretación de Cavill de la confusión interna de Clark Kent y la química con la coprotagonista Amy Adams fue alabada, otros críticos comentaron la rigidez percibida y la falta de carisma en El hombre de acero. Estas valoraciones de la crítica se trasladaron a la secuela Batman v Superman: Dawn of Justice. En una reseña positiva de la película, Richard Corliss escribió: «La misma encuentra su verdadero y elevado punto de apoyo no cuando muestra los extraordinarios poderes de Kal-El, sino cuando dramatiza la turbulenta humanidad de Clark Kent. La parte de súper de El hombre de acero está bien, pero la parte humana es súper».
Se criticó especialmente la decisión de Superman de matar al General Zod durante el clímax de El hombre de acero. El artista Neal Adams sugirió que existían otras alternativas para Superman cuando Zod amenazaba a personas inocentes con su visión de calor, como taparle los ojos. También criticó a Superman por no alejar la batalla de Metrópolis como hizo el personaje al final de Superman II, causando grandes daños colaterales en la ciudad. Sin embargo, Adam Holmes, de CinemaBlend, rebate que Clark sigue siendo inexperto como superhéroe en El hombre de acero, aprendiendo de sus errores en Batman v Superman: Dawn of Justice, en la que conduce con éxito a Doomsday al espacio.
En el estreno en cines de Liga de la Justicia, los espectadores notaron que Superman se volvió más esperanzador y optimista y más en línea con la interpretación del personaje de Christopher Reeve, pero que su cambio de carácter fue abrupto y sin explicación, entre una de las muchas inconsistencias de la película causadas por el repentino traspaso de las tareas de dirección de Zack Snyder a Joss Whedon. Además, su bigote eliminado digitalmente fue objeto de burlas.
Por el contrario, los críticos elogiaron el arco del personaje de Superman en el «Snyder Cut» por ser más natural, y algunos afirmaron que las mejores escenas de la película involucran a Cavill. Tom Jergensen, de IGN, escribió: «Su reencuentro con Lois Lane (Adams) y Martha Kent (Diane Lane) es mucho más emotivo gracias a que Snyder se centra más en lo devastadas que están las dos por su muerte. Sin embargo, una forma en la que la versión de Snyder no varía mucho de la versión de cines en su concepción es que el papel de Superman está limitado por diseño; pero, aquí al menos, es mucho más prevalente como símbolo para nuestros héroes».
Antes del lanzamiento de la película de 2021 del Universo cinematográfico de Marvel, Eternals, la directora Chloé Zhao declaró que su interpretación del personaje Ikaris en la película se inspiró en gran medida en Superman como se muestra en las películas de DCEU de Snyder, especialmente por el enfoque "auténtico y muy real" de Snyder en 'Man of Steel', que "dejó una fuerte impresión" en Zhao